# Ctenus kochi
Ctenus kochi là một loài nhện trong họ Ctenidae.
Loài này thuộc chi Ctenus. Ctenus kochi được Eugène Simon miêu tả năm 1897.